# Vito Volterra
Vito Volterra (ur. 3 maja 1860 w Ankonie, zm. 11 października 1940 w Rzymie) – włoski matematyk i fizyk, profesor Uniwersytetów w Pizie, Turynie i Rzymie, znany z wkładu w opracowanie matematycznych modeli zastosowanych w biologii.
Równanie Lotki-Volterry zostało zastosowane do opisywania dynamiki liczebności populacji w warunkach drapieżnictwa, m.in. do wyjaśnienia cyklicznych wahań liczebności populacji rysia kanadyjskiego (zob. Charles Sutherland Elton, tematyka badań naukowych), skorelowanych z wahaniami liczebności zająca amerykańskiego (śnieżnego). Wyniki tych obliczeń stały się klasycznym przykładem metody modelowania cyklicznych zmian wielkości populacji w warunkach drapieżnictwa, jednak według Charlesa Krebsa (2001) wahania liczebności populacji zająca śnieżnego są związane z cyklicznymi zmianami dostępności jego pożywienia, a zmiana liczby drapieżników jest czynnikiem dodatkowym.

## Życiorys
W 1883 Vito Volterra został profesorem na Uniwersytecie w Pizie, od 1893 do 1900 pracował w Turynie, a następnie na Uniwersytecie w Rzymie. W 1931 był jednym z trzynastu włoskich profesorów, którzy odmówili złożenia przysięgi na wierność Mussoliniemu, za co stracił katedrę.
Astronomowie nazwali jeden z księżycowych kraterów imieniem włoskiego naukowca: Volterra.